# 中国大陆医学生誓言
中国医学生誓言，通称医学生誓言，是中华人民共和国国家教育委员会（今中华人民共和国教育部）高等教育司於1991年宣布在全国医学院校实施的宣誓誓词。《医学生誓言》是目前所知的唯一由中国官方颁布实施的针对医学生的习医行为规范。《中国医学生誓言》实际上吸收了《希波克拉底誓词》、《日内瓦宣言》等医师誓词中的部分主要精神。
现在，中国大陆的医学院校会在仪式上宣读誓词。实际宣读时，会要求举起右手（不像宣读入党、入队等誓词时右手握拳），并在最后加上宣誓人的名字。

## 誓词
《中华人民共和国医学生誓言》：
健康所系，性命相托。
当我步入神圣医学学府的时刻，谨庄严宣誓：
我志愿献身医学，热爱祖国，忠于人民，恪守医德，尊师守纪，刻苦钻研，孜孜不倦，精益求精，全面发展。

我决心竭尽全力除人类之病痛，助健康之完美，维护医术的圣洁和荣誉，救死扶伤，不辞艰辛，执着追求，为祖国医药卫生事业的发展和人类身心健康奋斗终生。